# کتابخانه ملی لتونی
کتابخانه ملی لتونی (به لتونیایی: Latvijas Nacionālā bibliotēka) یک مؤسسه فرهنگی ملی است که زیر نظر وزارت فرهنگ لتونی است. کتابخانه ملی لتونی در سال ۱۹۱۹ پس از اعلام جمهوری مستقل لتونی در سال ۱۹۱۸ تشکیل شد. نخستین سرپرست این کتابخانه جونس میسی، کتابدار و بنیان‌گذار کتابشناسی علمی لتونی (۱۹۴۵–۱۸۶۲) بود.
ساختمان فعلی در سال ۱۹۸۹ توسط معمار مشهور لتونیایی-آمریکایی گونار برکرتز طراحی شد. این بنا در اوایل قرن ۲۱ ساخته شد و در سال ۲۰۱۴ افتتاح شد. امروزه این کتابخانه نقش مهمی در توسعه جامعه اطلاعاتی لتونی، فراهم آوردن دسترسی به اینترنت برای شهروندان و حمایت از تحقیقات و آموزش مادام‌العمر دارد.
دارایی‌های این کتابخانه امروز شامل بیش از ۵ میلیون سند است. حدود ۱۸٬۰۰۰ نسخه خطی از قرن ۱۴ تا زمان حاضر می‌باشد.

## نگارخانه

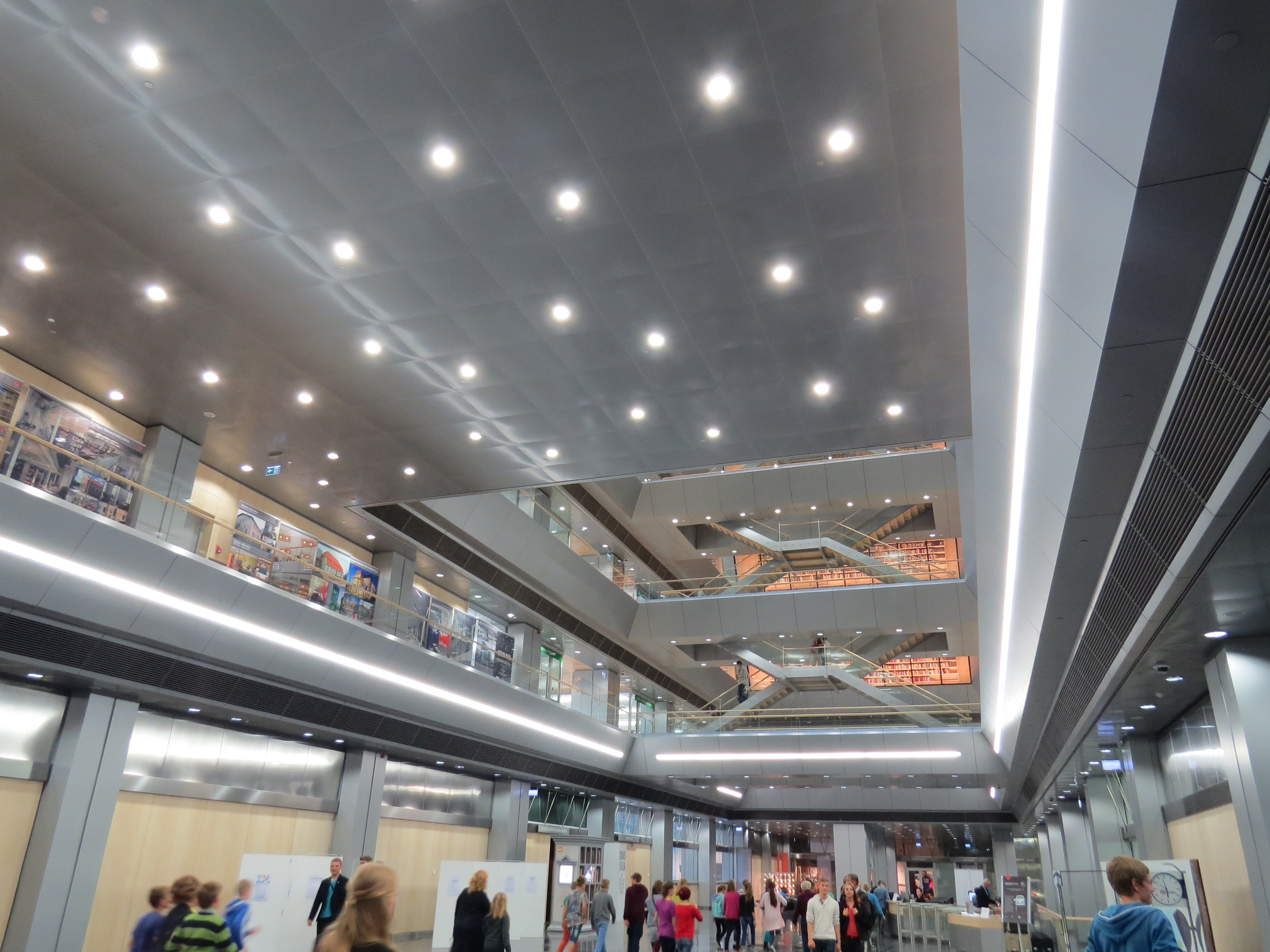
فضای داخلی کتابخانه
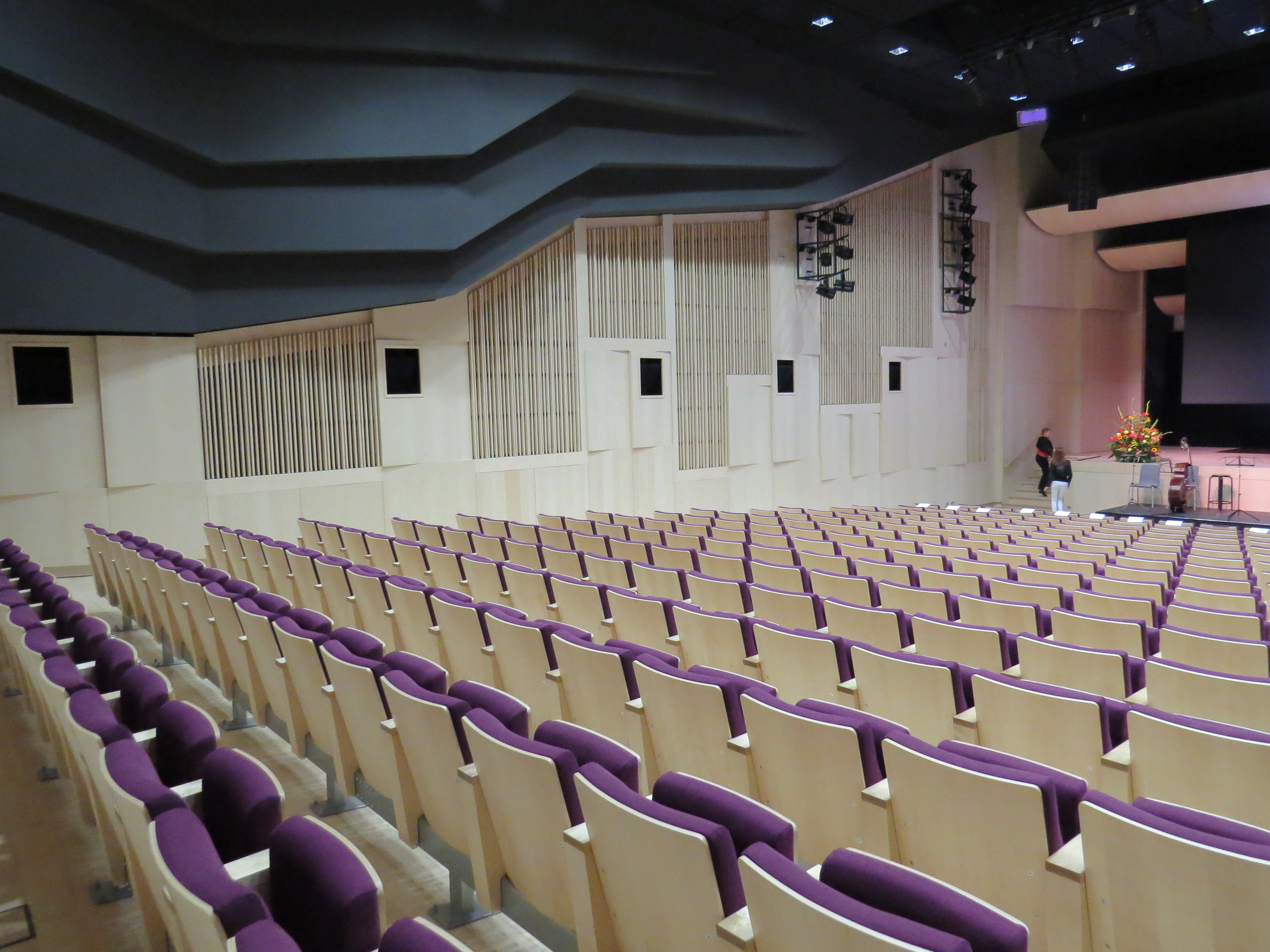
سالن همایش